# Regnum (album)
Regnum – trzeci album studyjny polskiej piosenkarki Natalii Nykiel. Wydawnictwo ukazało się 18 lutego 2022 nakładem wytwórni muzycznej Polydor Records w dystrybucji Universal Music Polska.
Album jest utrzymany w stylu muzyki electro-pop. Składa się z wersji standardowej (1 CD).
Płyta dotarła do 17. miejsca polskiej listy sprzedaży – OLiS.
Nagrania były promowane singlami: „Atlantyk”, „P.R.I.D.E.”, „Królestwo”, „Epoka X”, „Pętla” i „Niech płonie”.

## Lista utworów
Opracowano na podstawie materiału źródłowego.
| Regnum – Wersja standardowa | Regnum – Wersja standardowa                    | Regnum – Wersja standardowa    | Regnum – Wersja standardowa                  | Regnum – Wersja standardowa |
| Nr                          | Tytuł utworu                                   | Słowa                          | Muzyka                                       | Długość                     |
| --------------------------- | ---------------------------------------------- | ------------------------------ | -------------------------------------------- | --------------------------- |
| 1.                          | „Niech płonie”                                 | Natalia Nykiel, Błażej Król    | Natalia Nykiel, Michał Król                  | 3:45                        |
| 2.                          | „Królestwo”                                    | Natalia Nykiel                 | Natalia Nykiel, Michał Król                  | 4:10                        |
| 3.                          | „Pętla”                                        | Natalia Nykiel                 | Natalia Nykiel, Michał Król                  | 3:35                        |
| 4.                          | „P.R.I.D.E.”                                   | Natalia Nykiel, Michał Majak   | Natalia Nykiel, Michał Król                  | 3:14                        |
| 5.                          | „Tu nie ma fobii”                              | Natalia Nykiel                 | Natalia Nykiel, Michał Król                  | 3:40                        |
| 6.                          | „Oczy, kontur, cień”                           | Natalia Nykiel, Michał Majak   | Natalia Nykiel, Michał Król                  | 3:14                        |
| 7.                          | „Epoka X”                                      | Natalia Nykiel, Michał Majak   | Natalia Nykiel, Michał Król                  | 4:13                        |
| 8.                          | „Urok”                                         | Natalia Nykiel, Michał Majak   | Natalia Nykiel, Michał Król                  | 3:49                        |
| 9.                          | „Atlantyk”                                     | Natalia Nykiel, Michał Majak   | Natalia Nykiel, Michał Król, Artur Twarowski | 3:34                        |
| 10.                         | „Sami”                                         | Natalia Nykiel                 | Natalia Nykiel, Michał Król                  | 3:20                        |
| 11.                         | „Taka, jak ty”                                 | Natalia Nykiel                 | Natalia Nykiel, Michał Król                  | 3:53                        |
| 12.                         | „List za widnokrąg” (gościnnie: Piotr Rogucki) | Natalia Nykiel                 | Natalia Nykiel, Michał Król                  | 4:22                        |
| 13.                         | „Ocean”                                        | Natalia Nykiel, Andrzej Mrozek | Natalia Nykiel, Michał Król, Artur Twarowski | 3:33                        |
|                             |                                                |                                |                                              | 48:22                       |

Uwagi:
- We wszystkich utworach tytuły piosenek są stylizowane na wszystkie duże litery.

## Pozycja na liście sprzedaży

### Pozycja na liście tygodniowej
| Kraj   | Lista (2022)              | Najwyższa pozycja |
| ------ | ------------------------- | ----------------- |
| Polska | Oficjalna Lista Sprzedaży | 17                |